# Віллем ван Алст
Ві́ллем ван А́лст(нід. Willem van Aelst; 16 травня, 1627 — 1683 ?) — голландський художник середини XVII ст., майстер натюрмортів.

## Життєпис
Народився в місті Делфт. Художню освіту здобув у майстерні рідного дядька, майстра натюрмортів Еверта ван Алста (1602—1657). Відомо, що у листопаді 1643 року був прийнятий до гільдії св. Луки в місті Делфт.

## Французький період і подорож до Флоренції
У період 1645–1649 рр. працював у Франції. 1649 року перебрався до Флоренції, де згодом став придворним художником Фердинандо ІІ Медічі. У Флоренції його прізвище переробили на італійський манер — Гульельмо д'Оланда (Guillielmo d'Olanda). На той час у Флоренції при князівському дворі працювало ще два нідерландські майстри — Отто Марсеус ван Скрик (1619—1678) та Матіас Вітхос (1627—1703).
Відомо, що працював в місті Амстердам.

## Учні майстра
- Рахель Рюйш
- Ернст Стювен
- Марія ван Остервійк
- Ісак Денніс

## Дискутабильні питання
Не всі сторінки біографії майстра достеменно відомі. Так, не збережено точних свідоцтв про дату його смерті.
Викликають запитання і його перебування у Римі в період 1657–1658 рр. В той період він підписував власні твори у дивний спосіб, що наштовхнуло дослідників на припущення про перебування митця у Римі і приєднання до художнього товариства «Перелітні птахи». Свідоцтва про товариство уривчасті, неповні, взяті з мемуарів окремих його членів чи навіть з графіті, надряпаних на окремій стіні в римській церкві Санта Констанца. Досі не маємо повного списку художників товариства «Перелітні птахи», позаяк папа римський Климент ХІ 1720 року доклав значних зусиль для знищення угруповання художників з північних країн Європи у Римі.

## Вибрані твори

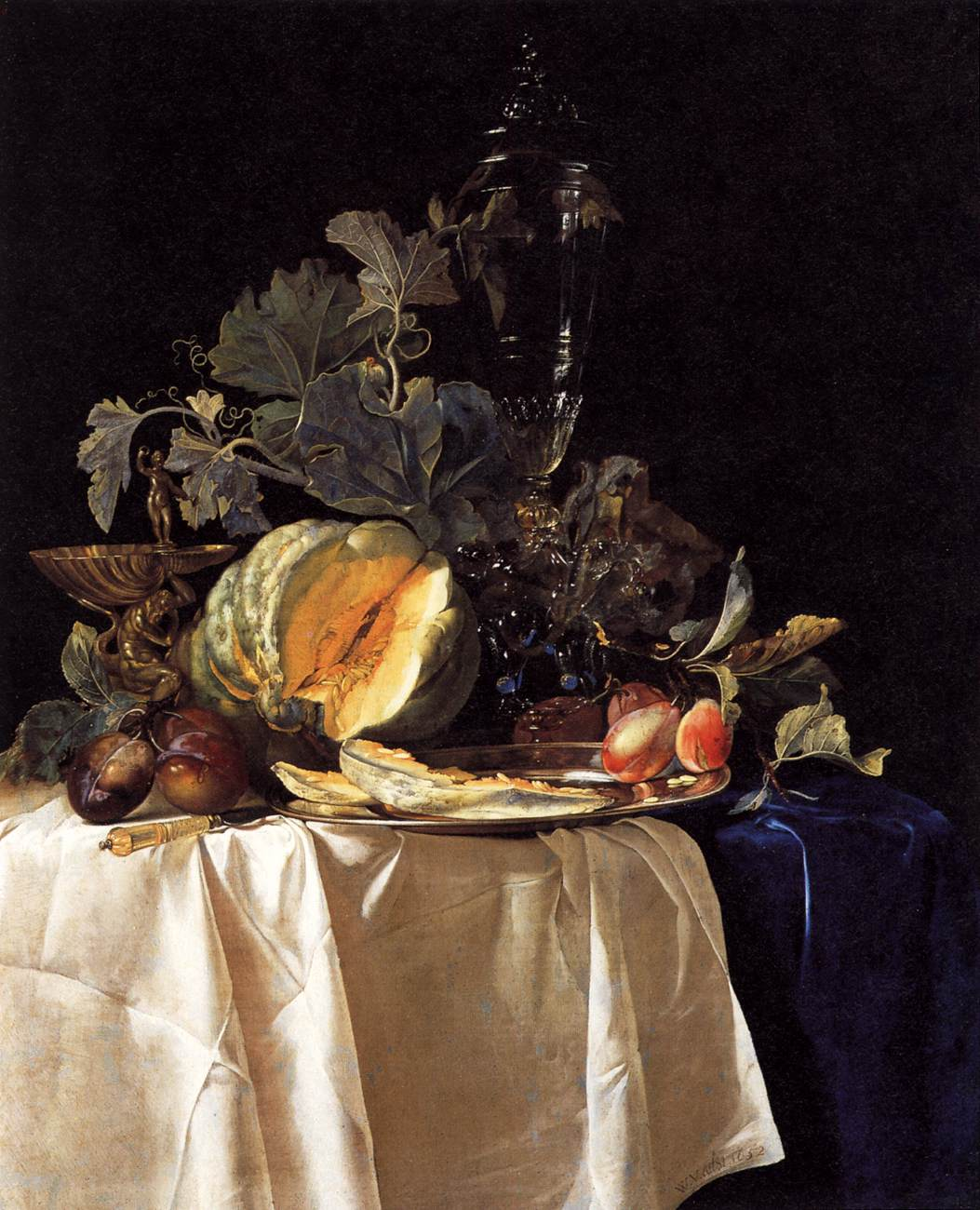
«Натюрморт з фруктами та кришталевим келихом», Палаццо Пітті

- «Персики і сливи», 1649 р., Музей Принценгоф (Делфт)
- «Натюрморт з фруктами та кришталевим келихом», Палаццо Пітті, Флоренція
- «Натюрморт з фруктами, серветкою, коштовним посудом і визолоченим келихом», 1653,Палаццо Пітті
- «Натюрморт. Комора з курами», 1658, Державний музей (Амстердам)
- «Квітковий натюрморт з коштовним годинником і метеликом в ніші», 1662, музей Бойманс ван Бенінгена, Роттердам
- «Натюрморт з весняними квітами», 1665, Музей Тома-Анрі, Шербур
- «Мисливський натюрморт з птахом». 1668 рік, Кунстхалле, Карлсруе
- «Мисливський натюрморт з мертвом птахом», 1671, Мауріцхейс, Гаага
- «Кошик з фруктами і виноградом на столі», 1677, приватна збірка
- «Фрукти», 1681, Ермітаж, Санкт-Петербург[2]
- «Десерт», не датований, Ермітаж, Санкт-Петербург[2]
- «Їжа на столі», не датований, Ермітаж, Санкт-Петербург[2]

## Галерея обраних фото

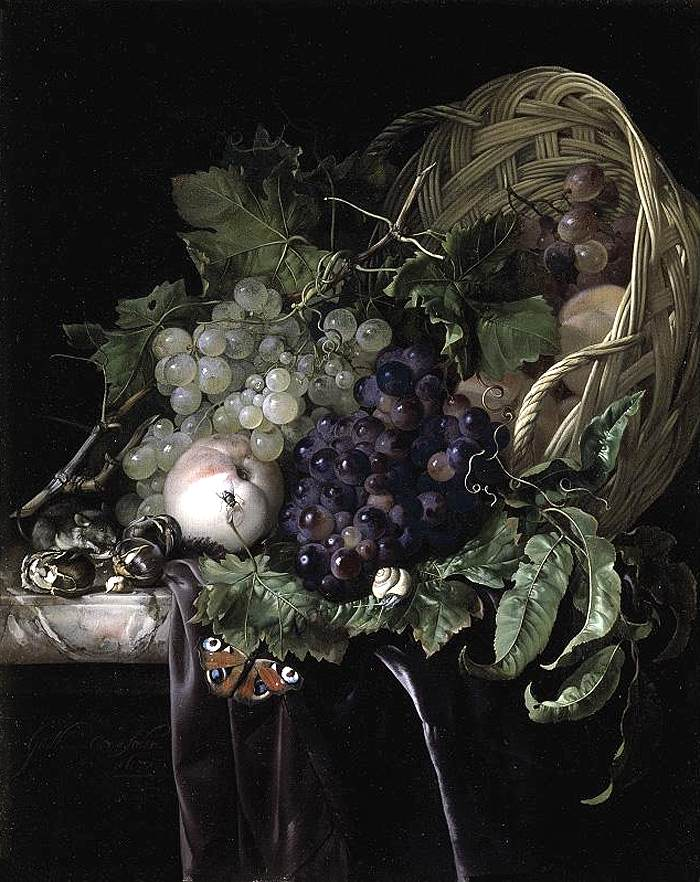
«Кошик з фруктами і виноградом на столі», 1677, приватна збірка

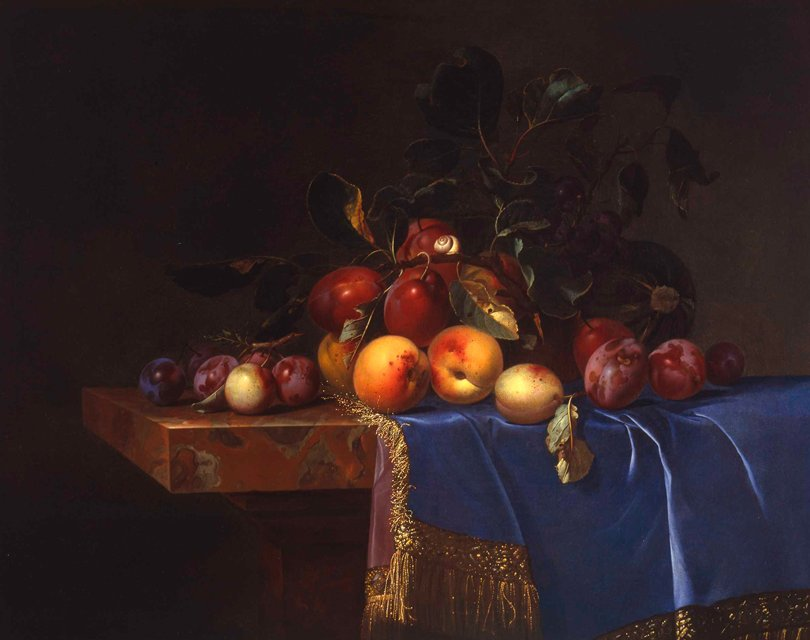
«Персики і сливи», 1649 р., Музей Принценгоф (Делфт)
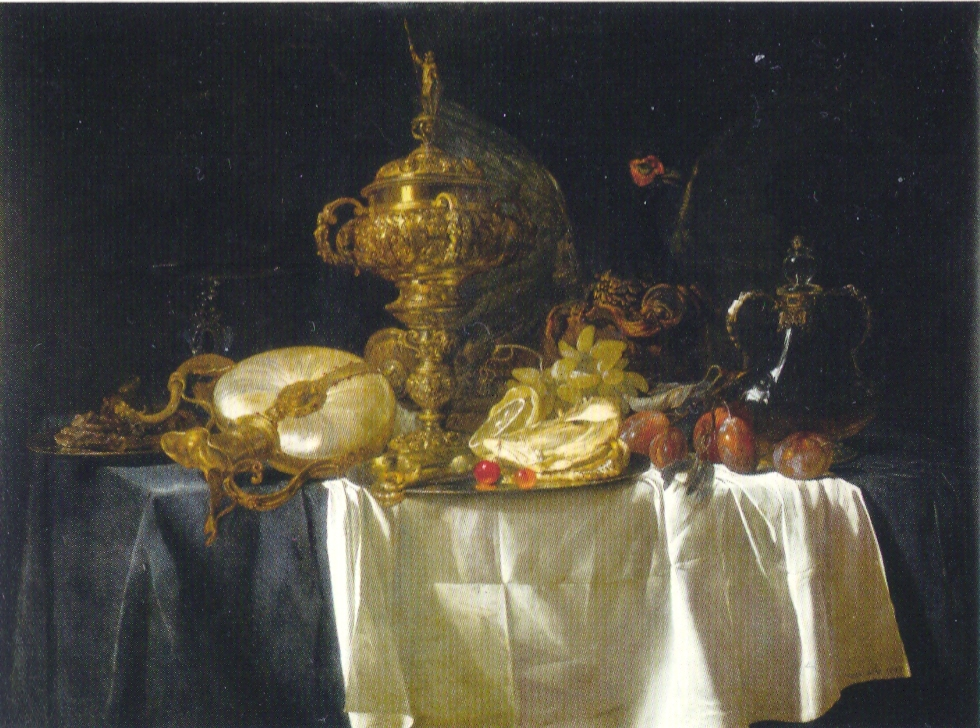
«Натюрморт з фруктами, серветкою, коштовним посудом і визолоченим келихом », 1653, Палаццо Пітті
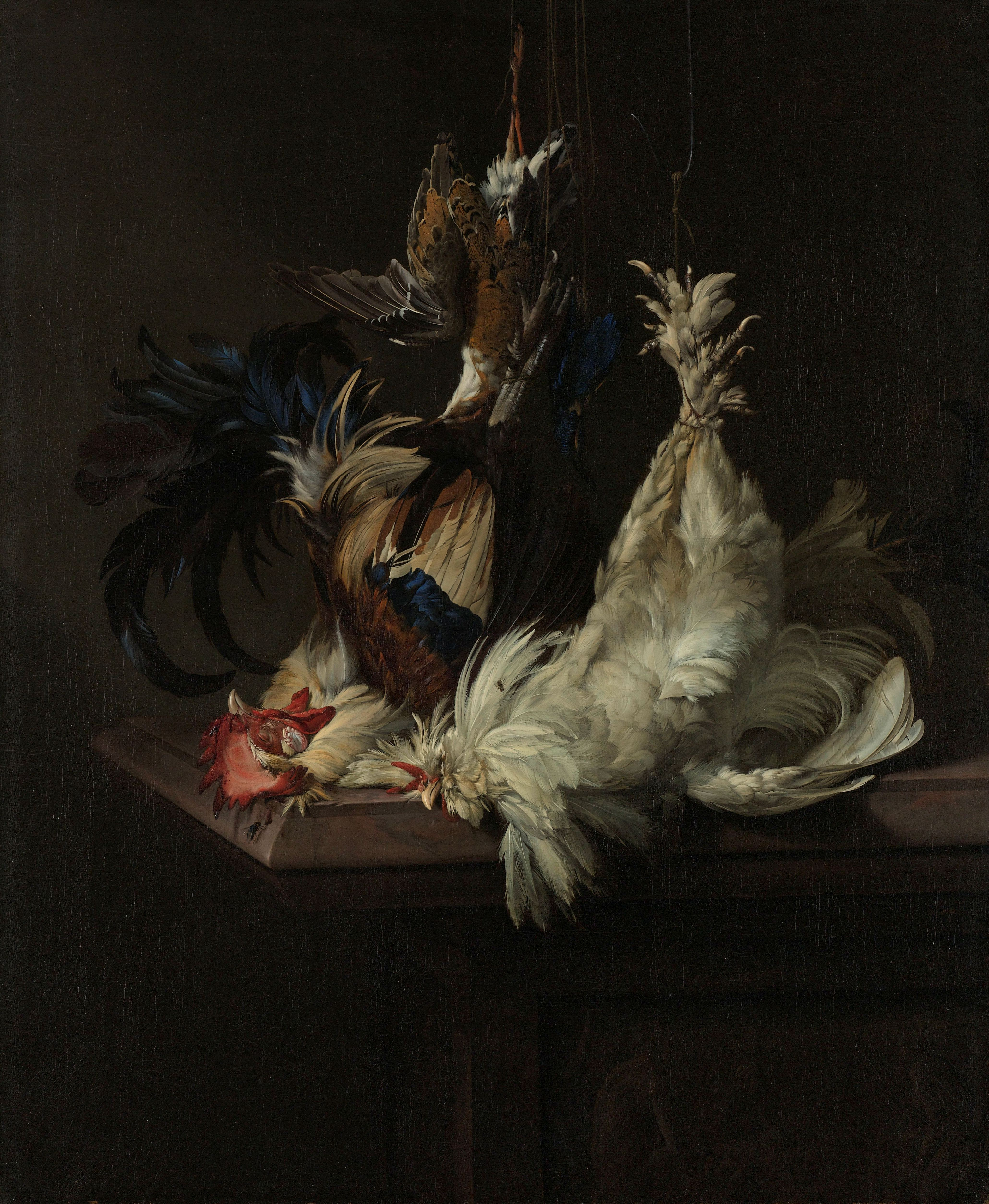
«Натюрморт. Комора з курами», 1658, Державний музей (Амстердам)
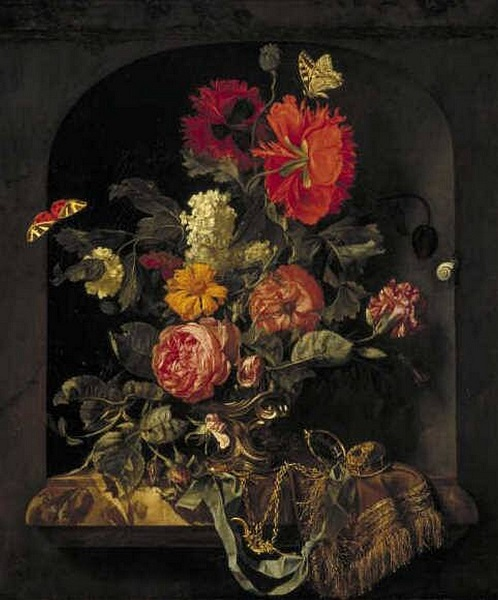
«Квітковий натюрморт з коштовним годинником і метеликом в ніші», 1662, музей Бойманс ван Бенінгена, Роттердам
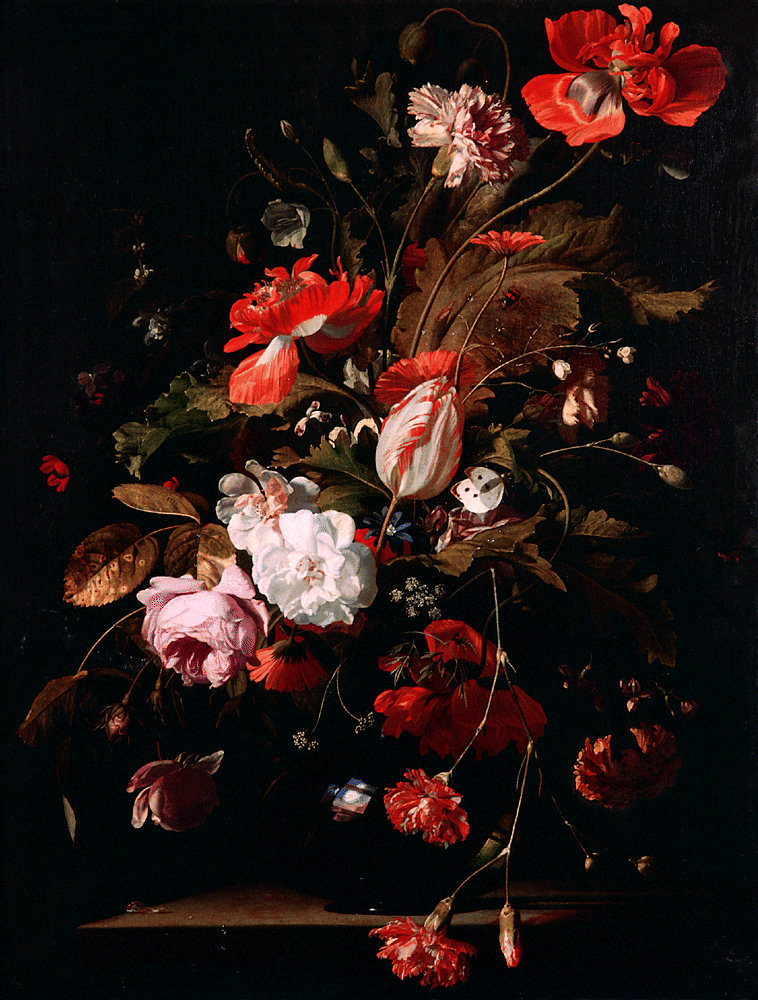
«Натюрморт з весняними квітами», 1665, Музей Тома-Анрі, Шербур
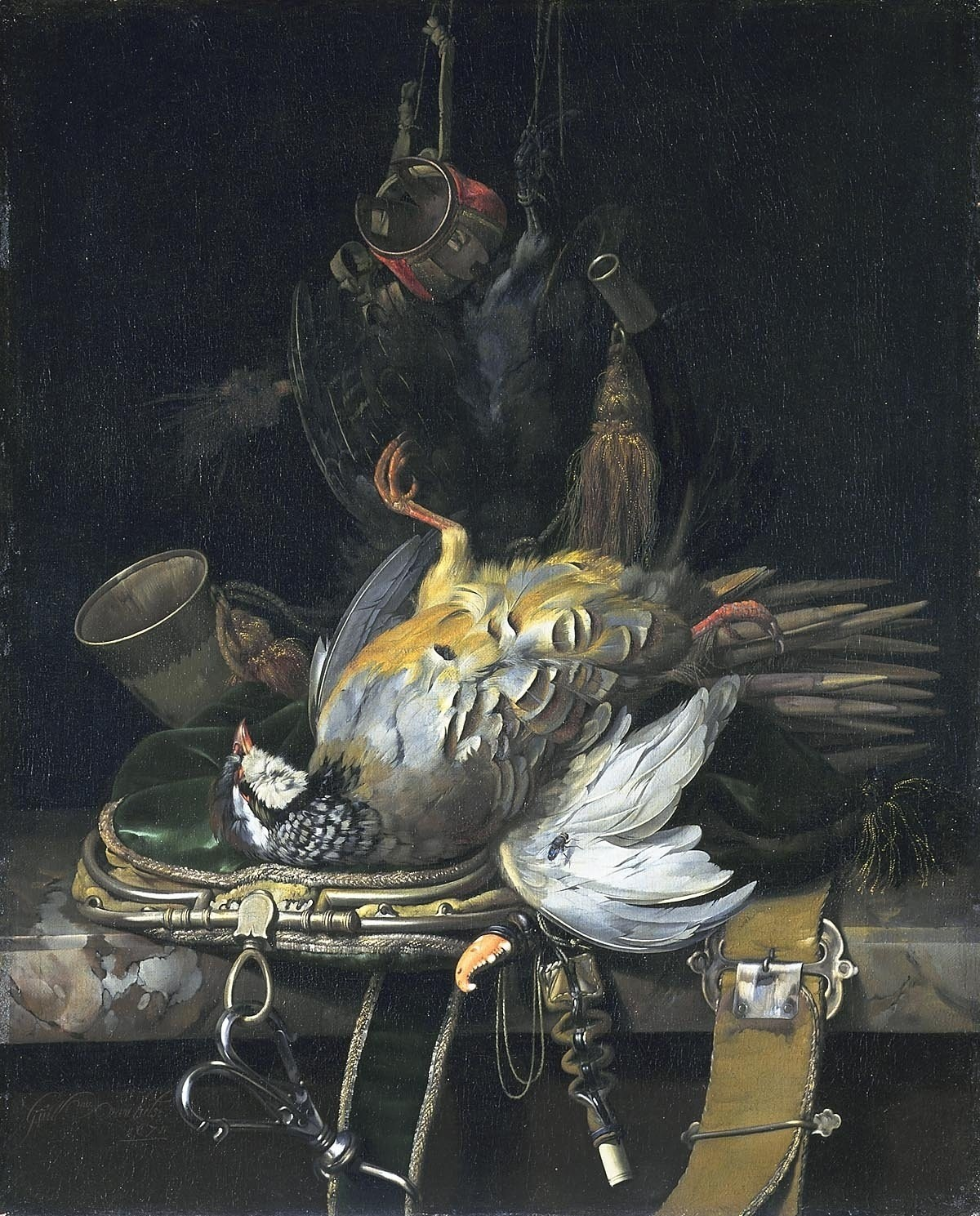
«Мисливський натюрморт з мертвом птахом», 1671, Мауріцхейс, Гаага